# Akademiska kören, Göteborg
Akademiska Kören i Göteborg (AK) är en akademisk manskör vid Göteborgs universitet som bildades 1919, vid dåvarande Göteborgs Högskola. Kören har sedan starten varit en typisk studentsångförening (jämför Lunds Studentsångförening eller Stockholms Studentsångare) med såväl studenter som lärare och andra akademiker. Repertoaren utgörs till stora delar av traditionella nordiska manskörssånger. Men kören framför även nyskriven musik. Ett flertal sånger har dessutom komponerats direkt för kören. 
Ett särskilt nordiskt samarbete med de akademiska manskörerna i vänorterna Bergen (Studentersangforeningen i Bergen), Åbo (Brahe Djäknar) och Århus (Aarhus Studenter-Sangere) etablerades efter andra världskriget. Tillsammans har körerna sjungit samman i ett antal ”sångarstämmor” sedan dess.
Akademiska kören leds sedan 2019 av Anders Ewaldz. Vid körens 100-årsjubileum 2019 dirigerades AK även av gästdirigenterna Gunno Palmquist och Matts Johansson.

## Dirigenter
- 1919-1924: Hjalmar Lindroth
- 1924-1938: Tor Mann
- 1938-1941: Elof Benktander
- 1941-1949: Georg Rydén
- 1949-1952: Lennart Svegelius
- 1953-1954: Elof Benktander
- 1954-1965: Kaj-Åke Ahlm
- 1965- ?: Gerhard Berg
- ?-1980: Gunnar Eriksson
- 1980-1987: Daniel Helldén
- 1991-2005: Jan Ivar Blixt
- 2006-2012: Arne Murby
- 2012-2019: Mathias Harms
- 2019-: Anders Ewaldz